# Episodi di Class of the Titans (prima stagione)
La prima stagione di Class of the Titans è composta da 26 episodi. Gli episodi 1, 2 e 3 sono andati in onda come 'presentazione speciale' di 90 minuti. Episodi 8 e 18 dovevano andare in onda rispettivamente ad Halloween e a San Valentino, quando la serie originariamente doveva ancora andare in onda nel settembre 2005 in Canada. Questi episodi sono andati in onda per la prima volta rispettivamente in Australia e Singapore.
| nº | Titolo originale          | Titolo italiano | Prima TV Canada  | Prima TV Italia |
| -- | ------------------------- | --------------- | ---------------- | --------------- |
| 1  | Chaos 101, Part I         |                 | 31 dicembre 2005 |                 |
| 2  | Chaos 101, Part II        |                 | 31 dicembre 2005 |                 |
| 3  | Chaos 101, Part III       |                 | 31 dicembre 2005 |                 |
| 4  | Man's Worst Enemy         |                 | 4 gennaio 2006   |                 |
| 5  | The Nature of Things      |                 | 11 gennaio 2006  |                 |
| 6  | The Trojan Horse          |                 | 18 gennaio 2006  |                 |
| 7  | The Antikythera Device    |                 | 25 gennaio 2006  |                 |
| 8  | See You at the Crossroads |                 | 22 ottobre 2006  |                 |
| 9  | Sibling Rivalry           |                 | 1 febbraio 2006  |                 |
| 10 | Mazed and Confused        |                 | 8 febbraio 2006  |                 |
| 11 | Field of Nightmares       |                 | 15 febbraio 2006 |                 |
| 12 | Prisoner Kampe            |                 | 13 marzo 2006    |                 |
| 13 | Little Box of Horrors     |                 | 22 febbraio 2006 |                 |
| 14 | Make-up Exam              |                 | 14 marzo 2006    |                 |
| 15 | The Odie-sey              |                 | 15 marzo 2006    |                 |
| 16 | Get Kraken                |                 | 16 marzo 2006    |                 |
| 17 | Eye for an Eye            |                 | 17 marzo 2006    |                 |
| 18 | Bows and Eros             |                 | 17 Marzo 2006    |                 |
| 19 | Road to Hades             |                 | 5 aprile 2006    |                 |
| 20 | Many Happy Returns        |                 | 29 marzo 2006    |                 |
| 21 | Labour Day                |                 | 19 aprile 2006   |                 |
| 22 | They Might be G.I.Ants    |                 | 26 aprile 2006   |                 |
| 23 | Cronus' Flying Circus     |                 | 3 maggio 2006    |                 |
| 24 | Sybaris Fountain          |                 | 10 maggio 2006   |                 |
| 25 | The Last Word             |                 | 24 maggio 2006   |                 |
| 26 | Time After Time           |                 | 31 maggio 2006   |                 |

## Chaos 101, Part I
- Scritto da: Victor Nicolle

Alla vigilia di Capodanno, Crono, re dei titani e signore del tempo, fugge dalla prigione del Tartaro durante l'allineamento planetario. Il suo primo atto per vendicarsi degli Dei inizia con la liberazione di Tifone dalla sua prigionia, ma l'oracolo gli dice che sarà sconfitto da sette eroi, discendenti di sette eroi greci. I primi tre eroi sono Jay (discendente di Giasone), Atlanta (discendnete di Atalanta) e Herry (discendente di Ercole), che vengono trovati da Hermes e portati alla New Olympia High School, una scuola segreta gestita dagli dei dell'Olimpo per preparare i sette eroi al compimento della profezia.

## Chaos 101, Part II
- Scritto da: Victor Nicolle, Julian Fryes

Alla New Olympia High School arrivano altri tre membri del gruppo di eroi: Archie (discendente di Achille), Theresa (discendente di Teseo) e Odie (discendente di Odisseo), aggiunti alla squadra in tempo per aiutare a sconfiggere Tifone e Crono.

## Chaos 101, Part III
- Scritto da: Chris Bartleman, John Slama

I giovani eroi cercano di raggiungere il settimo membro del gruppo: Neil (discendente di Narciso); prima che Crono lo convinca a unirsi al suo fianco.

## Man's Worst Enemy
- Scritto da : Ben Joseph, Franklin Young

I cani iniziano a comportarsi in modo strano a New Olympia, incluso il cane che appartiene alla nonna di Herry. Ciò porta alla scoperta che Crono ha liberato Cerbero, il cane a tre teste guardiano degli Inferi.

## The Nature of Things
- Scritto da: Ben Joseph, Franklin Young

Atlanta si innamora di Phil, un DJ che promuove la tutela dell'ambiente, ignara che il giovane è in realtà Pan, il dio dei boschi e della natura selvaggia, con piani sinistri per i fan della sua musica.

## The Trojan Horse
- Scritto da: Dennis Heaton

Sentendosi l'anello debole della squadra, Odie incontra Crono, che gli offre una forza sovrumana in cambio del caduceo di Hermes, in grado di domare qualunque animale o bestia.

## The Antikythera Device
- Scritto da: Michael Lahay

I sette eroi tentano di intrappolare Crono adescandolo con un antico manufatto. Tuttavia, Crono riesce a farla franca con l'artefatto per localizzare Atlantide, dove riposa l'antico dispositivo di Anticitera, che riunito con il manufatto ha il potere di controllare i movimenti dei continenti.

## See You at the Crossroads
- Scritto da: Martin Borycki, Annika Hagen

Mentre gli eroi e gli dei si preparano a festeggiare Halloween, Crono libera Ecate, la dea della stregoneria e degli incroci, dalla sua prigione sulla luna per sconfiggere i sette predestinati. Per affrontare la dea della magia, Persefone inizia a istruire Theresa nelle arti mistiche.

## Sibling Rivalry
- Scritto da: Ken Cuperus

Gli operai edili dello zoo liberano inconsapevolmente la Gorgone Medusa dal suo stato pietrificato, solo per essere catturata da Neil. Quando le sue sorelle Steno e Euriale escono dal nascondiglio e catturano Neil, gli altri devono soddisfare le loro richieste per portare loro Medusa in cambio della libertà di Neil.

## Mazed and Confused
- Scritto da: Louise Moon

Crono ottiene le ossa del Minotauro originale e inganna uno scienziato facendogli clonare le ossa in modo che Crono possa formare un esercito di Minotauri che obbediscano a ogni suo comando. Questi Minotauri fuggono in un labirinto sotterraneo e iniziano a catturare i turisti per mangiarli più tardi.

## Field of Nightmares
- Scritto da: Ian Weir

Crono individua Medelia, una discendente di Medea, la strega tradita da Giasone, e risveglia la magia dentro di lei da usare contro i sette eroi.

## Prisoner Kampe
- Scritto da: Dennis Heaton

Campe, il carceriere del Tartaro, tenta di usare con la forza gli eroi per ricatturare Crono. Allo stesso tempo, Crono cattura la nonna di Herry per attirarlo al Tempio di Prometeo, dove il titano fu incatenato e gli fu beccato il fegato da un uccello gigante.

## Little Box of Horrors
- Scritto da: Richard Clark

Archie trova e apre il vaso di Pandora, dalla quale fuoriescono Speranza, la dea della fede e della speranza, e il Seeper, una malattia che era intrappolata con lei, che infetta Atlanta.

## Make-up Exam
- Scritto da: Dennis Heaton

Aracne, stanca di continuare a vivere come un ragno gigante, si unisce a Crono per riconquistare la sua forma umana ipnotizzando Atlanta per attirare i suoi compagni in una trappola.

## The Odie-sey
- Scritto da: John Slama

Jay, Neil e Odie incontrano una forte tempesta che li fa schiantare sull'isola di Calypso. Questa è l'opera di Crono, che ha deposto Eolo e ha preso il controllo dei venti. E peggio ancora, Calipso, ninfa immortale ed ex amante di Odisseo, si è innamorata di Odie e non lascerà che se ne vada.

## Get Kraken
- Scritto da: Martin Borycki

Come parte della sua vendetta su Poseidone, Crono libera il Kraken dalla sua prigionia e poi si impossessa del suo tridente, facendo incatenare Poseidone sulla spiaggia. Ora spetta ai prescelti salvare Poseidone e sconfiggere il Kraken.

## Eye for an Eye
- Scritto da: Brad Birch

Crono concede al ciclope Polifemo la vista, in cambio della morte dei sette eroi, in particolare di Odie, discendente di Odisseo che secoli fa aveva accecato il ciclope.

## Bows and Eros
- Scritto da: Nicole Demerse

Durante il giorno di San valentino, Crono rapisce Eros e sua moglie Psiche e costringe il dio dell'amore a diffondere odio tra gli eroi e la città. Ora Jay e Neil devono salvare il resto della squadra prima che sia troppo tardi con l'aiuto di Afrodite.

## Road to Hades
- Scritto da: Dennis Heaton

Avvelenato da una Chimera, Jay deve letteralmente combattere Atropo, una delle tre moire, mentre gli altri trovano una cura. Mentre Crono fa piani per la sua ascensione ora che la profezia è infranta, gli altri corrono attraverso gli Inferi alla ricerca dell'aconito, l'unica cosa che può riportare indietro Jay.

## Many Happy Returns
- Scritto da: Ben Joseph, Franklin Young

Quando gli archeologi scoprono una coppia di robot costruiti da Efesto, Crono coglie l'occasione per rianimare il gigante di bronzo Talos, che era stato immagazzinato con loro e minaccia di distruggere un'intera isola e gli eroi.

## Labour Day
- Scritto da: Gary Fisher, Julian Fryes

Crono rimanda Herry indietro nel tempo per affrontare alcune delle dodici fatiche di Ercole. Jay e gli altri cercano di salvare Herry, ma prima devono affronta la musica delle seducenti Sirene.

## They Might be G.I.Ant
- Scritto da: Louise Moon

Crono individua un bracciale magico che usa per trasformare gli uomini dell'esercito in formiche giganti. Gli eroi devono fermarli mentre Zeus individua l'altro bracciale per invertire la trasformazione.

## Cronus' Flying Circus
- Scritto da: Leslie Mildner, Julian Fryes

I ragazzi assistono allo spettacolo circense di Melampus, che possiede il potere di comunicare con gli animali. Ma lo spettacolo viene rovinato dagli uccelli stinfalidi (sguinzagliati da Crono) che rapiscono Neil. Quando Crono ruba i poteri di Melampus, tocca a Theresa concentrare le sue abilità psichiche e salvare il loro amico.

## Sybaris Fountain
- Scritto da: Brad Birch

Mentre i ragazzi sono in vacanza nel Sud-Italia, Crono rianima la regina lamia Sibari, il primo vampiro conosciuto, per vendicarsi dei giovani eroi. Venuto a conoscenza di ciò, Era decide di intervenire personalmente.

## The Last Word
- Scritto da: Annika Hagen, Ken Cuperus

Neil viene rapito dalla ninfa Eco, che ha riacquistato la forma fisica e si è innamorata di Neril (come fece in passato con il suo antenato Narciso). Crono ne approfitta per rapire gli altri prescelti.

## Time After Time
- Scritto da: Louise Moon

Alla vigilia di Capodanno, Crono complotta per mettere un freno alla vita degli eroi, uccidendo Odie con una Manticora. Eppure Jay trova un modo per tornare indietro nel tempo per impedirlo dopo aver appreso della storia di Crono. Per non essere da meno, Crono tornare indietro nel tempo per cambiare l'esito della Titanomachia in peggio.